# Saison 5 d'Urgences
Chronologie
Saison 4 Saison 6
Cet article présente le guide des épisodes de la cinquième saison de la série télévisée Urgences (E.R.).
À noter, dans un but de clarification des personnages : il existe différents « grades » concernant les employés d'un hôpital, pour plus de précision consultez la section grades de l'article principal Urgences.

## Distribution

### Acteurs principaux
- Anthony Edwards (VF : William Coryn) : Dr Mark Greene, urgentiste titulaire
- George Clooney (VF : Patrick Noérie) : Dr Douglas « Doug » Ross, pédiatre-urgentiste titulaire (départ lors de l'épisode 15)
- Eriq La Salle (VF : Thierry Desroses) : Dr Peter Benton, résident en chirurgie de 6e année
- Noah Wyle (VF : Eric Missoffe) : Dr John Carter, urgentiste résident de 2e année
- Julianna Margulies (VF : Hélène Chanson) : Carol Hathaway, infirmière surveillante
- Gloria Reuben (VF : Brigitte Berges) : Jeanie Boulet, assistante médicale
- Laura Innes (VF : Stéphanie Murat) : Dr Kerry Weaver, urgentiste titulaire
- Alex Kingston (VF : Catherine Privat) : Dr Elizabeth Corday, interne en chirurgie
- Kellie Martin (VF : Marie-Laure Dougnac) : Lucy Knight, externe (3e année)

### Acteurs récurrents

#### Membres du personnel de l'hôpital
- Paul McCrane (VF : Marc Perez) : Dr Robert « La Flèche » Romano, titulaire en chirurgie générale, chef de la chirurgie et des urgences (ép. 14)
- John Aylward (VF : Michel Bedetti) : Dr Donald « Don » Anspaugh, titulaire en chirurgie générale, chef du personnel de l'hôpital
- Mare Winningham : Dr Amanda Lee, urgentiste titulaire, chef des urgences éphémère
- Sam Anderson (VF : Jean-Claude Robbe) : Dr Jack Kayson, cardiologue titulaire, chef de la cardiologie, membre du conseil de l'hôpital
- Matthew Glave : Dr Dale Edson, résident en chirurgie de 3e année
- Jorja Fox (VF : Nathalie Spitzer) : Dr Maggie Doyle, urgentiste résidente de 3e année
- John Doman : Dr Carl DeRaad, chef de la psychiatrie
- Michael B. Silver : Dr Paul Myers, psychiatre titulaire
- David Brisbin (nl) : Dr Alexander Babcock, anesthésiste
- Perry Anzilotti (en) : Perry, anesthésiste
- Scott Jaeck (en) : Dr Steve Flint, radiologue
- Penny Johnson Jerald : Lynette Evans, soignante
- Conni Marie Brazelton (VF : Barbara Delsol) : Connie Oligario, infirmière
- Ellen Crawford (VF : Anne Ludovik) : Lydia Wright, infirmière
- Deezer D (en) (VF : Martin Brieuc) : Malik McGrath, infirmier
- Yvette Freeman (VF : Maïté Monceau) : Haleh Adams, infirmière (dénommée Shirley Adams dans la version française)
- Lily Mariye (en) (VF : Catherine Artigala) : Lily Jarvik, infirmière
- Laura Cerón (VF : Colette Nucci) : Ethel « Chuny » Marquez, infirmière
- Gedde Watanabe : Yosh Takata, infirmier
- Dinah Lenney (en) : Shirley, infirmière en chirurgie
- Bellina Logan (en) : Kit, infirmière en chirurgie
- Meg Thalken (en) : Dee McManus, infirmière volante (secours par hélicoptère)
- Abraham Benrubi (VF : Bruno Carna) : Jerry Markovic, réceptionniste
- Kristin Minter (VF : Déborah Perret) : Miranda « Randi » Fronczak, réceptionniste
- Emily Wagner (VF : Annabelle Roux) : Doris Pickman, secouriste
- Montae Russell (en) : Zadro White, secouriste
- Lynn A. Henderson (VF : Véronique Alycia) : Pamela Olbes, secouriste
- Brian Lester : Brian Dumar, secouriste
- J.P. Hubbell : Audia, secouriste
- Demetrius Navarro (en) : Morales, secouriste
- Michelle Bonilla : Christine Harms, secouriste
- Erica Gimpel : Adele Neuman, services sociaux

#### Autres
- Christine Harnos (en) (VF : Nathalie Régnier) : Jennifer « Jenn » Simmon, ex-femme de Mark Greene
- Yvonne Zima : Rachel Greene, fille de Mark Greene
- Khandi Alexander (VF : Maïk Darah) : Jackie Robbins, sœur de Peter Benton
- Lisa Nicole Carson (VF : Annie Milon) : Carla Reese, amie de Peter Benton
- Matthew Watkins : Reese Benton, fils de Peter Benton
- Frances Sternhagen : Milicent Carter, grand-mère de John Carter
- Julie Bowen : Roxanne, copine de John Carter
- Rose Gregorio : Helen Hathaway, mère de Carol Hathaway
- Paul Freeman : Dr Charles Corday, père d'Elizabeth Corday
- Mike Genovese : officier Al Grabarsky, policier
- Chad McKnight : officier Wilson, policier
- Cress Williams : Reggie Moore, policier
- Valerie Mahaffey : Joï Abbott, patiente récurrente
- Djimon Hounsou : Mobalage Ekabo, patient récurrent
- Akosua Busia : Kubby Ekabo, patiente récurrente

## Épisodes

### Épisode 1:Jour de galère
- États-Unis : 24 septembre 1998 sur NBC

- Jorja Fox (Maggie Doyle)
- Abraham Benrubi (Jerry Markovic)
- Ellen Crawford (Lydia Wright)
- Yvonne Zima (Rachel)
- Laura Ceron (Chuny Marquez)
- Lily Mariye (Lily Jarvik)
- Connie Marie Brazelton (Connie Oligario)
- Deezer D. (Malik)
- Gedde Watanabe (Yosh Takata)
- Julie Bowen (Roxanne)
- Emily Wagner (Doris Pickman)

Cet épisode marque l'arrivée de Lucy Knight (Kellie Martin) à la distribution régulière. 

### Épisode 2:Fraction de seconde
- États-Unis : 1er octobre 1998 sur NBC

- Paul Mccrane (Robert Romano)
- John Aylward (Dr Donald Anspaugh)
- Abraham Benrubi (Jerry Markovic)
- Paul Freeman (Charles Corday)
- David Brisbin (Dr Alex Babcock)
- Ellen Crawford (Lydia Wright)
- Yvonne Zima (Rachel)
- Connie Marie Brazelton (Connie Oligario)
- Gedde Watanabe (Yosh Takata)
- Penny Johnson (Lynette Evans)
- Emily Wagner (Doris Pickman)
- Lynn A Henderson (Olbes)
- Montae Russell (Zadro White)
- JP Hubbell (Audia)

### Épisode 3:On soigne bien les chevaux
- États-Unis : 8 octobre 1998 sur NBC

- John Aylward (Dr Donald Anspaugh)
- Abraham Benrubi (Jerry Markovic)
- Ellen Crawford (Lydia Wright)
- Lisa Nicole Carson (Carla Reese)
- Yvonne Zima (Rachel)
- Laura Ceron (Chuny Marquez)
- Lily Mariye (Lily Jarvik)
- Connie Marie Brazelton (Connie Oligario)
- Deezer D. (Malik)
- Kristin Minter (Randy Fonczack)
- Gedde Watanabe (Yosh Takata)
- Penny Johnson (Lynette Evans)
- Julie Bowen (Roxanne)
- Emily Wagner (Doris Pickman)
- Montae Russell (Zadro White)

### Épisode 4:Un peu de magie
- États-Unis : 15 octobre 1998 sur NBC

- Sam Anderson (Dr Jack Kayson)
- Paul Mccrane (Robert Romano)
- John Aylward (Dr Donald Anspaugh)
- Abraham Benrubi (Jerry Markovic)
- Yvette Freeman (Haley Adams)
- Laura Ceron (Chuny Marquez)
- Lily Mariye (Lily Jarvik)
- Dinah Lenney (Shirley)
- Kristin Minter (Randy Fonczack)
- Matthew Glave (Dr Dale Edson)
- Penny Johnson (Lynette Evans)
- Emily Wagner (Doris Pickman)
- Brian Lester (Dumar)
- Demetrius Navarro (Morales)

### Épisode 5:Mascarade
- États-Unis : 29 octobre 1998 sur NBC

- Paul Mccrane (Robert Romano)
- Abraham Benrubi (Jerry Markovic)
- Christine Harnos (Jennifer Simon)
- Lisa Nicole Carson (Carla Reese)
- Ellen Crawford (Lydia Wright)
- Mike Genovese (Al Grabarsky)
- Laura Ceron (Chuny Marquez)
- Lily Mariye (Lily Jarvik)
- Connie Marie Brazelton (Connie Oligario)
- Deezer D. (Malik)
- Kristin Minter (Randy Fonczack)
- Gedde Watanabe (Yosh Takata)
- Matthew Glave (Dr Dale Edson)
- Julie Bowen (Roxanne)
- Emily Wagner (Doris Pickman)
- Montae Russell (Zadro White)
- Yvonne Zima (Rachel)

### Épisode 6:Pot de colle
- États-Unis : 5 novembre 1998 sur NBC

- John Aylward (Dr Donald Anspaugh)
- Abraham Benrubi (Jerry Markovic)
- Cress Williams (Reggie Moore)
- Ellen Crawford (Lydia Wright)
- Laura Ceron (Chuny Marquez)
- Lily Mariye (Lily Jarvik)
- Deezer D. (Malik)
- Gedde Watanabe (Yosh Takata)
- Penny Johnson (Lynette Evans)
- Julie Bowen (Roxanne)
- Demetrius Navarro (Morales)
- JP Hubbell (Audia)

### Épisode 7:Confusion
- États-Unis : 12 novembre 1998 sur NBC

- Sam Anderson (Dr Jack Kayson)
- John Aylward (Dr Donald Anspaugh)
- Jorja Fox (Maggie Doyle)
- Abraham Benrubi (Jerry Markovic)
- Mare Winningham (Amanda Lee)
- David Brisbin (Dr Alex Babcock)
- Laura Ceron (Chuny Marquez)
- Lily Mariye (Lily Jarvik)
- Connie Marie Brazelton (Connie Oligario)
- Deezer D. (Malik)
- Gedde Watanabe (Yosh Takata)
- Penny Johnson (Lynette Evans)
- Khandi Alexander (Jackie Robbins)
- Julie Bowen (Roxanne)
- Lynn A Henderson (Olbes)
- Montae Russell (Zadro White)
- Brian Lester (Dumar)
- Demetrius Navarro (Morales)
- JP Hubbell (Audia)
- Bellina Logan (Kit)
- Octavia Spencer (Maria Jones)

### Épisode 8:Pour la bonne cause
- États-Unis : 19 novembre 1998 sur NBC

- John Aylward (Dr Donald Anspaugh)
- Jorja Fox (Maggie Doyle)
- Abraham Benrubi (Jerry Markovic)
- Ellen Crawford (Lydia Wright)
- Laura Ceron (Chuny Marquez)
- Connie Marie Brazelton (Connie Oligario)
- Dinah Lenney (Shirley)
- Julie Bowen (Roxanne)
- David Brisbin (Dr Alex Babcock)
- Bellina Logan (Kit)

### Épisode 9:Bonne chance, Ruth Johnson
- États-Unis : 10 décembre 1998 sur NBC

- Paul Mccrane (Robert Romano)
- John Aylward (Dr Donald Anspaugh)
- Jorja Fox (Maggie Doyle)
- Sam Anderson (Dr Jack Kayson)
- Abraham Benrubi (Jerry Markovic)
- Mare Winningham (Amanda Lee)
- Cress Williams (Reggie Moore)
- Ellen Crawford (Lydia Wright)
- Yvette Freeman (Haley Adams)
- Laura Ceron (Chuny Marquez)
- Lily Mariye (Lily Jarvik)
- Connie Marie Brazelton (Connie Oligario)
- Deezer D. (Malik)
- Dinah Lenney (Shirley)
- Kristin Minter (Randy Fonczack)
- Matthew Glave (Dr Dale Edson)
- Julie Bowen (Roxanne)
- Emily Wagner (Doris Pickman)
- Lynn A Henderson (Olbes)
- Demetrius Navarro (Morales)
- Bellina Logan (Kit)
- David Brisbin (Dr Alex Babcock)

### Épisode 10:Le Faiseur de miracles
- États-Unis : 17 décembre 1998 sur NBC

- Paul Mccrane (Robert Romano)
- Lisa Nicole Carson (Carla Reese)
- Abraham Benrubi (Jerry Markovic)
- Mare Winningham (Amanda Lee)
- Ellen Crawford (Lydia Wright)
- Laura Ceron (Chuny Marquez)
- Connie Marie Brazelton (Connie Oligario)
- Deezer D. (Malik)
- Dinah Lenney (Shirley)
- Gedde Watanabe (Yosh Takata)
- Montae Russell (Zadro White)
- Perry Anzilloti (Perry)

### Épisode 11:Sacrée Amanda Lee
- États-Unis : 7 janvier 1999 sur NBC

- John Aylward (Dr Donald Anspaugh)
- Mare Winningham (Amanda Lee)
- Cress Williams (Reggie Moore)
- Ellen Crawford (Lydia Wright)
- Yvette Freeman (Haley Adams)
- Laura Ceron (Chuny Marquez)
- Lily Mariye (Lily Jarvik)
- Gedde Watanabe (Yosh Takata)
- Matthew Glave (Dr Dale Edson)
- Julie Bowen (Roxanne)
- Emily Wagner (Doris Pickman)
- Lynn A Henderson (Olbes)
- Montae Russell (Zadro White)
- Matthew Watkins (Reese Benton)

### Épisode 12:Double aveugle
- États-Unis : 21 janvier 1999 sur NBC

- Paul Mccrane (Robert Romano)
- John Aylward (Dr Donald Anspaugh)
- Jorja Fox (Maggie Doyle)
- Abraham Benrubi (Jerry Markovic)
- Cress Williams (Reggie Moore)
- Laura Ceron (Chuny Marquez)
- Connie Marie Brazelton (Connie Oligario)
- Deezer D. (Malik)
- Penny Johnson (Lynette Evans)
- Emily Wagner (Doris Pickman)
- Demetrius Navarro (Morales)

### Épisode 13:Le Choix de Joï
- États-Unis : 4 février 1999 sur NBC

- Paul Mccrane (Robert Romano)
- John Aylward (Dr Donald Anspaugh)
- Jorja Fox (Maggie Doyle)
- Abraham Benrubi (Jerry Markovic)
- Scott Jaeck (Dr Steve Flint)
- Ellen Crawford (Lydia Wright)
- Connie Marie Brazelton (Connie Oligario)
- Deezer D. (Malik)
- Dinah Lenney (Shirley)
- Kristin Minter (Randy Fonczack)
- Brian Lester (Dumar)

### Épisode 14:La Tempête (1/2)
- États-Unis : 11 février 1999 sur NBC

- Paul Mccrane (Robert Romano)
- John Aylward (Dr Donald Anspaugh)
- Jorja Fox (Maggie Doyle)
- Abraham Benrubi (Jerry Markovic)
- Ellen Crawford (Lydia Wright)
- Laura Ceron (Chuny Marquez)
- Connie Marie Brazelton (Connie Oligario)
- Deezer D. (Malik)
- Kristin Minter (Randy Fonczack)
- Matthew Glave (Dr Dale Edson)
- Penny Johnson (Lynette Evans)
- Lynn A Henderson (Olbes)
- Montae Russell (Zadro White)
- Brian Lester (Dumar)
- JP Hubbell (Audia)

### Épisode 15:La Tempête (2/2)
- États-Unis : 18 février 1999 sur NBC

- Paul Mccrane (Robert Romano)
- John Aylward (Dr Donald Anspaugh)
- Jorja Fox (Maggie Doyle)
- Abraham Benrubi (Jerry Markovic)
- Ellen Crawford (Lydia Wright)
- Laura Ceron (Chuny Marquez)
- Lily Mariye (Lily Jarvik)
- Connie Marie Brazelton (Connie Oligario)
- Deezer D. (Malik)
- Kristin Minter (Randy Fonczack)
- Gedde Watanabe (Yosh Takata)
- Penny Johnson (Lynette Evans)
- Emily Wagner (Doris Pickman)
- Lynn A Henderson (Olbes)
- Montae Russell (Zadro White)
- Brian Lester (Dumar)
- Demetrius Navarro (Morales)
- JP Hubbell (Audia)
- Michelle Bonilla (Harms)

### Épisode 16:Trou perdu
- États-Unis : 25 février 1999 sur NBC

- Paul Mccrane (Robert Romano)
- Dinnah Lenney (Shirley)
- Matthew Watkins (Reese Benton)

### Épisode 17:Accident de parcours
- États-Unis : 25 mars 1999 sur NBC

- John Aylward (Dr Donald Anspaugh)
- Jorja Fox (Maggie Doyle)
- Abraham Benrubi (Jerry Markovic)
- Cress Williams (Reggie Moore)
- Ellen Crawford (Lydia Wright)
- Lily Mariye (Lily Jarvik)
- Connie Marie Brazelton (Connie Oligario)
- Deezer D. (Malik)
- Dinah Lenney (Shirley)
- Kristin Minter (Randy Fonczack)
- Gedde Watanabe (Yosh Takata)
- Emily Wagner (Doris Pickman)
- Montae Russell (Zadro White)
- Brian Lester (Dumar)
- JP Hubbell (Audia)
- Joseph Ruskin (M. Kingsley)

### Épisode 18:Genèse
- États-Unis : 8 avril 1999 sur NBC

- Paul Mccrane (Robert Romano)
- Abraham Benrubi (Jerry Markovic)
- Ellen Crawford (Lydia Wright)
- Yvette Freeman (Haley Adams)
- Laura Ceron (Chuny Marquez)
- Deezer D. (Malik)
- Dinah Lenney (Shirley)
- Montae Russell (Zadro White)
- Brian Lester (Dumar)
- Matthew Watkins (Reese Benton)
- Connie Sawyer (Kathy Brennan)

### Épisode 19:Les Rites du printemps
- États-Unis : 29 avril 1999 sur NBC

- Paul Mccrane (Robert Romano)
- John Aylward (Dr Donald Anspaugh)
- Abraham Benrubi (Jerry Markovic)
- John Doman (Dr Karl Deraad)
- Laura Ceron (Chuny Marquez)
- Lily Mariye (Lily Jarvik)
- Gedde Watanabe (Yosh Takata)
- Penny Johnson (Lynette Evans)
- Emily Wagner (Doris Pickman)
- Montae Russell (Zadro White)
- Michael B Silver (Dr Paul Myers)
- Jessica Capshaw (Sally McKenna)

Elizabeth doit faire une présentation en vue de son nouveau poste, mais avec Mark, elle arrive en retard. Carol dit à Mark qu'elle est enceinte. Elle fait une écho mais on ne voit pas de mouvements cardiaque.

### Épisode 20:Toute-puissance
- États-Unis : 6 mai 1999 sur NBC

- Paul Mccrane (Robert Romano)
- Abraham Benrubi (Jerry Markovic)
- Cress Williams (Reggie Moore)
- Ellen Crawford (Lydia Wright)
- Yvette Freeman (Haley Adams)
- Laura Ceron (Chuny Marquez)
- Connie Marie Brazelton (Connie Oligario)
- Deezer D. (Malik)
- Dinah Lenney (Shirley)
- Julie Bowen (Roxanne)
- Emily Wagner (Doris Pickman)
- Demetrius Navarro (Morales)
- Matthew Watkins (Reese Benton)

### Épisode 21:Cœurs meurtris
- États-Unis : 13 mai 1999 sur NBC

- Paul Mccrane (Robert Romano)
- John Aylward (Dr Donald Anspaugh)
- Abraham Benrubi (Jerry Markovic)
- Cress Williams (Reggie Moore)
- Ellen Crawford (Lydia Wright)
- Yvette Freeman (Haley Adams)
- Laura Ceron (Chuny Marquez)
- Lily Mariye (Lily Jarvik)
- Connie Marie Brazelton (Connie Oligario)
- Deezer D. (Malik)
- Kristin Minter (Randy Fonczack)
- Emily Wagner (Doris Pickman)
- Montae Russell (Zadro White)
- Brian Lester (Dumar)
- Eric Christian Olsen (Travis Mitchell)

### Épisode 22:Apprendre à se connaître
- États-Unis : 20 mai 1999 sur NBC

- Paul Mccrane (Robert Romano)
- John Aylward (Dr Donald Anspaugh)
- Abraham Benrubi (Jerry Markovic)
- Cress Williams (Reggie Moore)
- Lisa Nicole Carson (Carla Reese)
- Ellen Crawford (Lydia Wright)
- Yvette Freeman (Haley Adams)
- Laura Ceron (Chuny Marquez)
- Lily Mariye (Lily Jarvik)
- Connie Marie Brazelton (Connie Oligario)
- Deezer D. (Malik)
- Kristin Minter (Randy Fonczack)
- Gedde Watanabe (Yosh Takata)
- John Doman (Dr Karl Deraad)
- Emily Wagner (Doris Pickman)
- Lynn A Henderson (Olbes)
- Matthew Watkins (Reese Benton)